# Zelle 5 – Eine Rekonstruktion
Zelle 5 – Eine Rekonstruktion ist ein deutscher Kurzfilm aus dem Jahr 2023.

## Inhalt
Zelle 5 – Eine Rekonstruktion untersucht die bis heute ungeklärten Umstände, die am 7. Januar 2005 in der Gewahrsamszelle 5 des Polizeireviers Dessau-Roßlau zum Feuertod des an Händen und Füßen gefesselten Asylsuchenden und geduldeten Flüchtlings Oury Jalloh geführt haben. Anhand von einem Originalnachbau der Zelle 5 und mit Hilfe des britischen Brandexperten Ian Peck rekonstruiert der Filmemacher Mario Pfeifer den möglichen Tathergang in der Gewahrsamszelle. Die Schauspielerin Dennenesch Zoudé moderiert das Ergebnis dieser Rekonstruktion. Wissenschaftliche Forensik und künstlerischer Dokumentarfilm verschmelzen bei dem Versuch, der Wahrheit um den Tod Oury Jallohs näherzukommen.

## Produktion
Der Film wurde hauptsächlich in einem ehemaligen Flugzeughangar im hessischen Babenhausen gedreht. Während der Dreharbeiten führte der britische Brandexperte Iain Peck mehrere forensische Brandgutachten durch. Das Ergebnis dieser Untersuchung wurde von der Initiative in Gedenken an Oury Jalloh e. V. auf einer Pressekonferenz am 3. November 2021 in Berlin veröffentlicht. Zahlreiche Medienhäuser berichteten über die neuen Erkenntnisse im Fall Oury Jallohs, darunter der Deutschlandfunk, die Tagesschau und das ZDF Magazin Royale.

## Auszeichnung
Zelle 5 – Eine Rekonstruktion wurde 2023 mit dem Hessischen Filmpreis in Frankfurt am Main ausgezeichnet. Die Laudatio hielt die Schauspielerin Patrycia Ziółkowska. Am 7. Dezember 2024 wurde der Film mit dem Deutschen Menschenrechts-Filmpreis 2024 in Nürnberg gewürdigt. Die Laudatio hielt Andrea Kuhn.

## Festivals (Auswahl)
- 2023: Filmfest Dresden
- 2023 Kurzsüchtig Leipzig
- 2023: Rencontres Internationales Paris/Berlin